# BIG6 European Football League 2016
La BIG6 European Football League 2016 è stata la terza edizione dell'omonimo torneo di football americano. La sua finale è denominata Eurobowl XXX. Ha avuto inizio il 9 aprile e si è conclusa l'11 giugno con la finale di Innsbruck vinta per 20-17 dai tedeschi New Yorker Lions sugli austriaci Tirol Raiders.

## Squadre partecipanti
| Club                         | Città           | Stadio                   | Sponsor ufficiale | Risultato nella stagione 2015            |
| ---------------------------- | --------------- | ------------------------ | ----------------- | ---------------------------------------- |
| Argonautes d'Aix-en-Provence | Aix-en-Provence |                          |                   | Semifinalisti D1                         |
| Berlin Adler                 | Berlino         | Poststadion              |                   |                                          |
| New Yorker Lions             | Braunschweig    | Stadion am Salzgittersee |                   | Campioni BIG6; campioni di Germania      |
| Schwäbisch Hall Unicorns     | Schwäbisch Hall | Hagenbachstadion         |                   | Finalisti BIG6; vicecampioni di Germania |
| Tirol Raiders                | Innsbruck       | Tivoli-Neu Stadion       | Swarco            | Campioni d'Austria                       |
| Vienna Vikings               | Vienna          | Hohe Warte Stadion       | Raiffeisen        | Vicecampioni d'Austria                   |

## Stagione regolare

### Calendario

#### 1ª giornata
| Aix-en-Provence 9 aprile 2016, ore 18:00          | Argonautes d'Aix-en-Provence | 0 – 42 (0-7 0-7 0-21 0-7) | Vienna Vikings | Complex Sportive Maurice David (500 spett.) |
| \| \| \| \| \| \| Allenatori \| Chris Calaycay \| |                              |                           |                |                                             |
|                                                   |                              |                           |                |                                             |
|                                                   | Allenatori                   | Chris Calaycay            |                |                                             |

#### 2ª giornata
| Vienna 24 aprile 2016, ore 15:00                  | Vienna Vikings | 14 – 21 (7-7 0-0 0-7 7-7) | New Yorker Lions | FAC-Platz (2.000 spett.) |
| \| \| \| \| \| Chris Calaycay \| Allenatori \| \| |                |                           |                  |                          |
|                                                   |                |                           |                  |                          |
| Chris Calaycay                                    | Allenatori     |                           |                  |                          |

| Berlino 24 aprile 2016, ore 15:00 | Berlin Adler | 0 – 58 (0-20 0-14 0-10 0-14) | Tirol Raiders | Poststadion (2.411 spett.) |

#### 3ª giornata
| Schwäbisch Hall 30 aprile 2016, ore 18:00 | Schwäbisch Hall Unicorns | 28 – 0 (14-0 7-0 0-0 7-0) | Berlin Adler | Optima Sportpark |

#### 4ª giornata
| Braunschweig 7 maggio 2016, ore 18:00 | New Yorker Lions | 53 – 0 (22-0 14-0 7-0 10-0) | Argonautes d'Aix-en-Provence | Eintracht-Stadion (1.400 spett.) |

| Innsbruck 7 maggio 2016, ore 18:15 | Tirol Raiders | 34 – 0 (17-0 7-0 0-0 10-0) | Schwäbisch Hall Unicorns | Tivoli-Neu Stadion (3.218 spett.) |

### Classifica
La classifica della regular season è la seguente:
- PCT = percentuale di vittorie, G = partite giocate, V = partite vinte, P = partite perse, PF = punti fatti, PS = punti subiti
- La qualificazione all'Eurobowl è indicata in verde

#### Girone A
| Pos. | Squadra                      | PCT   | G | V | P | PF | PS |
| ---- | ---------------------------- | ----- | - | - | - | -- | -- |
| 1    | New Yorker Lions             | 1.000 | 2 | 2 | 0 | 74 | 14 |
| 2    | Vienna Vikings               | .500  | 2 | 1 | 1 | 56 | 21 |
| 3    | Argonautes d'Aix-en-Provence | .000  | 2 | 0 | 2 | 0  | 95 |

#### Girone B
| Pos. | Squadra                  | PCT   | G | V | P | PF | PS |
| ---- | ------------------------ | ----- | - | - | - | -- | -- |
| 1    | Tirol Raiders            | 1.000 | 2 | 2 | 0 | 92 | 0  |
| 2    | Schwäbisch Hall Unicorns | .500  | 2 | 1 | 1 | 28 | 34 |
| 3    | Berlin Adler             | .000  | 2 | 0 | 2 | 0  | 86 |

## Eurobowl XXX
| Innsbruck 11 giugno 2016 | New Yorker Lions | 35 – 21 (7-7 7-7 14-0 7-7) | Tirol Raiders | Tivoli-Neu Stadion (4853 spett.) |

## Verdetti
- New Yorker Lions Vincitori dell'Eurobowl XXX